# استفن وینهولد
استفن وینهولد (انگلیسی: Steffen Weinhold؛ زادهٔ ۱۹ ژوئیهٔ ۱۹۸۶) بازیکن هندبال اهل آلمان است.
از باشگاه‌هایی که در آن بازی کرده‌است می‌توان به اشاره کرد.